# Gustaf Petri
Gustaf Wilhelm Petri (* 5. Januar 1885 in Linköping; † 2. September 1964 in Täbi församling bei Stockholm) war ein schwedischer Offizier (zuletzt Generalmajor)  und Militärhistoriker.
Petri begann seine militärische Karriere im ersten Leibgrenadierregiment (Leutnant ab 1908). Er besuchte ab 1910 das erste Mal die Kriegshochschule in Karlberg, an der er ab 1915 lehrte. Er  wurde 1919 Hauptmann 2. Klasse im ersten Leibgrenadierregiment und war ab 1919 Mitarbeiter der Historischen Abteilung des Generalstabs. Dort hatte man gerade die große Untersuchung der Feldzüge von Karl XII. abgeschlossen (was auch das Hauptinteressensgebiet von Petri war) und er befasste sich mit dem Krieg mit Russland von 1808/09 und Gustav Adolf. 1922 erhielt er eine Freistellung um die Geschichte seines Regiments zu schreiben, deren erste beide Bände bis 1928 erschienen (die restlichen beiden konnte er erst im Ruhestand vollenden). Dabei bewies er geistige Unabhängigkeit auch von der offiziellen Darstellung des Nordischen Krieges beim Generalstab unter Bennedich. Er lehrte an der Kriegshochschule und wurde 1931 in die Verteidigungskommission berufen. Ab 1931 war er Major im Bohuslän Regiment und ab 1933 im Generalstab und war ab 1934 Leiter der Historischen Abteilung im Generalstab. 1936 wurde er Oberst und leitete 1937 bis 1940 die Kriegsschule Karlberg, bevor er zur Organisation des Heimatschutzes herangezogen wurde und diesen bis 1947 leitete. 1946 wurde er Generalmajor.
Als Militärhistoriker befasste er sich besonders mit Karl XII. und fand Beachtung durch Neuinterpretation der Schlacht von Poltawa (Vortrag vor dem Karolinska förbundet 1956 und seine Geschichte des Östgöta-Regiments, das sich aus Östergötland rekrutierte und 1791 im ersten Leibgrenadierregiment aufging).
Eine Verdienstmedaille des schwedischen Heimatschutzes ist nach ihm benannt.
Ab 1927 hatte er eine Leitungsfunktion im Karolinska förbundet.

## Schriften
- Armfeldts karoliner 1718-1719, 1919
- Kungl. Första livgrenadjärregementets historia, Band 1–4 (von 6):
  - Östgötafänikorna till och med år 1618, 1926
  - Östgöta regemente till fot 1619-1679, 1928
  - Östgöta infanteriregemente under Karl XI och Karl XII, 1958
  - Regementets öden från Stora nordiska krigets slut fram till år 1928, 1962